# Stranger Things
Stranger Things er en amerikansk horror- og science fiction-serie der har været på Netflix siden 2016. Serien er skrevet og instrueret af brødrene Matt og Ross Duffer. Sæson 1 fik premiere på Netflix den 15. juli 2016, hvorefter anden, tredje og fjerde sæson udkom i henholdsvis oktober 2017, juli 2019 samt maj og juli 2022. Serien er sat til at slutte med sæson 5.
Stranger Things finder sted i 1980'erne i den opdigtede by Hawkins i den amerikanske delstat Indiana. I begyndelsen af serien fokuseres der på den unge dreng Will Byers' forsvinden imens flere overnaturlige hændelser finder sted rundt om i byen - f.eks. pigen Eleven, som viser sig at have evner, der minder om psykokinese.
Serien vandt en Screen Actors Guild Award for bedste rollebesætning i en dramaserie i 2017 for dens første sæson.

## Overblik
Stranger Things finder sted i den opdigtede by Hawkins i den amerikanske delstat Indiana i 1980'erne. Tæt på ligger Hawkins Nationallaboratorium, som angiveligt udfører forskning for det amerikanske energiministerium, men som i al hemmelighed udfører overnaturlige eksperimenter blandt andet med menneskelige testpersoner. Laboratoriet ender med at skabe en portal til en anden dimension, "Vrangsiden". Portalen til denne anden dimension begynder at få katastrofale følger for de uvidende beboere.
Sæson 1 begynder i november 1983, da Will Byers bliver bortført af et væsen fra Vrangsiden. Hans mor, Joyce, og byens politiinspektør, Jim Hopper, begynder at søge efter Will. På samme tid flygter en pige med psykokinetiske evner, Eleven, fra laboratoriet og hjælper Wills venner Mike, Dustin og Lucas i deres eget forsøg på at finde Will.
Sæson 2 finder sted et år senere, nærmere bestemt i oktober 1984. Will er blevet reddet, men få kender deltaljerne for forløbet med hans forsvinden. Da det bliver opdaget, at Will stadig påvirkes af Vrangsiden, lærer hans familie og venner, at Vrangsiden udgør en større trussel mod deres univers.
Sæson 3 finder sted flere måneder senere omkring dagene op til fejringerne den 4. juli i 1985. Det nye Starcourt Shoppingcenter er blevet Hawkins' helt store attraktion, hvilket får flere butikker inde i byen til at lukke. Hopper bliver mere og mere bekymret for Eleven og Mikes forhold, mens han stadig prøver at være der for Joyce. Byens borgere har ingen anelse om, at et hemmeligt sovjetisk laboratorie nedenunder shoppingcentret forsøger at åbne en vej indtil Vrangsiden igen, hvilket gør, at nye væsener fra Vrangsiden indtager Hawkins.
Sæson 4 finder sted i april 1986. Joyce, Will, Eleven (som nu kaldes Jane Hopper) og Jonathan er flyttet til Lenora i Californien. Eleven har svært ved at falde til på den nye skole og oplever mobning. I mellemtiden er et nyt monster fra Vrangsiden igen på spil tilbage i Hawkins.

## Medvirkende

### Hovedroller
- Winona Ryder som Joyce Byers
- David Harbour som Jim Hopper
- Finn Wolfhard som Mike Wheeler
- Millie Bobby Brown som Eleven ("El")
- Gaten Matarazzo som Dustin Henderson
- Caleb McLaughlin som Lucas Sinclair
- Natalia Dyer som Nancy Wheeler
- Joe Keery som Steve Harrington
- Charlie Heaton som Jonathan Byers
- Noah Schnapp som Will Byers
- Sadie Sink som Maxine ”Max” Mayfield

### Biroller
- Cara Buono som Karen Wheeler
- Matthew Modine som Dr. Martin Brenner
- Shannon Purser som Barbara "Barb" Holland
- Ross Partridge som Lonnie
- Dacre Montgomery som Billy Hargrove
- Joseph Quinn som Eddie
- Eduardo Franco som Argyle

## Afsnit

### Sæson 1
| Nr. | Titel                            | Regi            | Manus                          | Oprindelig udgivelsesdato |
| --- | -------------------------------- | --------------- | ------------------------------ | ------------------------- |
| 1   | "Kap. 1: Will Byers forsvinder"  | Brødrene Duffer | Brødrene Duffer                | 15. juli 2016             |
| 2   | "Kap. 2: Tossen på Maple Street" | Brødrene Duffer | Brødrene Duffer                | 15. juli 2016             |
| 3   | "Kap. 3: Glædelig jul"           | Shawn Levy      | Jessica Mecklenburg            | 15. juli 2016             |
| 4   | "Kap. 4: Liget"                  | Shawn Levy      | Justin Doble                   | 15. juli 2016             |
| 5   | "Kap. 5: Loppen og akrobaten"    | Brødrene Duffer | Alison Tatlock                 | 15. juli 2016             |
| 6   | "Kap. 6: Monsteret"              | Brødrene Duffer | Jessie Nickson-Lopez           | 15. juli 2016             |
| 7   | "Kap. 7: Badekarret"             | Brødrene Duffer | Justin Doble                   | 15. juli 2016             |
| 8   | "Kap. 8: Vrangsiden"             | Brødrene Duffer | Paul Dichter & Brødrene Duffer | 15. juli 2016             |

### Sæson 2
| Nr. | Titel                           | Regi            | Manus                | Oprindelig udgivelsesdato |
| --- | ------------------------------- | --------------- | -------------------- | ------------------------- |
| 9   | "Kap. 1: MADMAX"                | Brødrene Duffer | Brødrene Duffer      | 27. oktober 2017          |
| 10  | "Kap. 2: Slik eller ballade"    | Brødrene Duffer | Brødrene Duffer      | 27. oktober 2017          |
| 11  | "Kap. 3: Haletudsen"            | Shawn Levy      | Justin Doble         | 27. oktober 2017          |
| 12  | "Kap. 4: Kloge Will"            | Shawn Levy      | Paul Dichter         | 27. oktober 2017          |
| 13  | "Kap. 5: Dig Dug"               | Andrew Stanton  | Jessie Nickson-Lopez | 27. oktober 2017          |
| 14  | "Kap. 6: Spionen"               | Andrew Stanton  | Kate Trefry          | 27. oktober 2017          |
| 15  | "Kap. 7: Den forsvundne søster" | Rebecca Thomas  | Justin Doble         | 27. oktober 2017          |
| 16  | "Kap. 8: Mind Flayer"           | Brødrene Duffer | Brødrene Duffer      | 27. oktober 2017          |
| 17  | "Kap. 9: Porten"                | Brødrene Duffer | Brødrene Duffer      | 27. oktober 2017          |

### Sæson 3
| Nr. | Titel                                       | Regi            | Manus           | Oprindelig udgivelsesdato |
| --- | ------------------------------------------- | --------------- | --------------- | ------------------------- |
| 18  | "Kap. 1: Suzie, kan du høre mig?"           | Brødrene Duffer | Brødrene Duffer | 4. juli 2019              |
| 19  | "Kap. 2: Centerrotterne"                    | Brødrene Duffer | Brødrene Duffer | 4. juli 2019              |
| 20  | "Kap. 3: Sagen om den forsvundne livredder" | Shawn Levy      | William Bridges | 4. juli 2019              |
| 21  | "Kap. 4: Saunatesten"                       | Shawn Levy      | Kate Trefry     | 4. juli 2019              |
| 22  | "Kap. 5: Mind-flayers hær"                  | Uta Briesewitz  | Paul Dichter    | 4. juli 2019              |
| 23  | "Kap. 6: E Pluribus Unum"                   | Uta Briesewitz  | Curtis Gwinn    | 4. juli 2019              |
| 24  | "Kap. 7: Et bid"                            | Brødrene Duffer | Brødrene Duffer | 4. juli 2019              |
| 25  | "Kap. 8: Slaget ved Starcourt"              | Brødrene Duffer | Brødrene Duffer | 4. juli 2019              |